# Birreta germánica

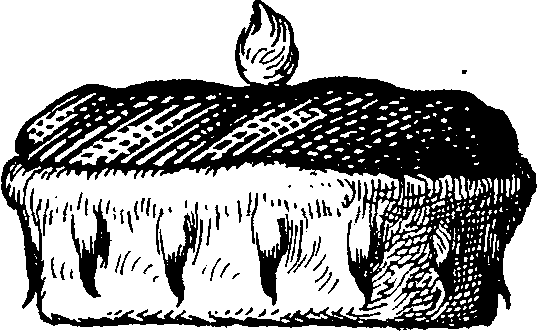
Birreta germánica primitiva (ilustración realizada por Hugo Gerard Ströhl).

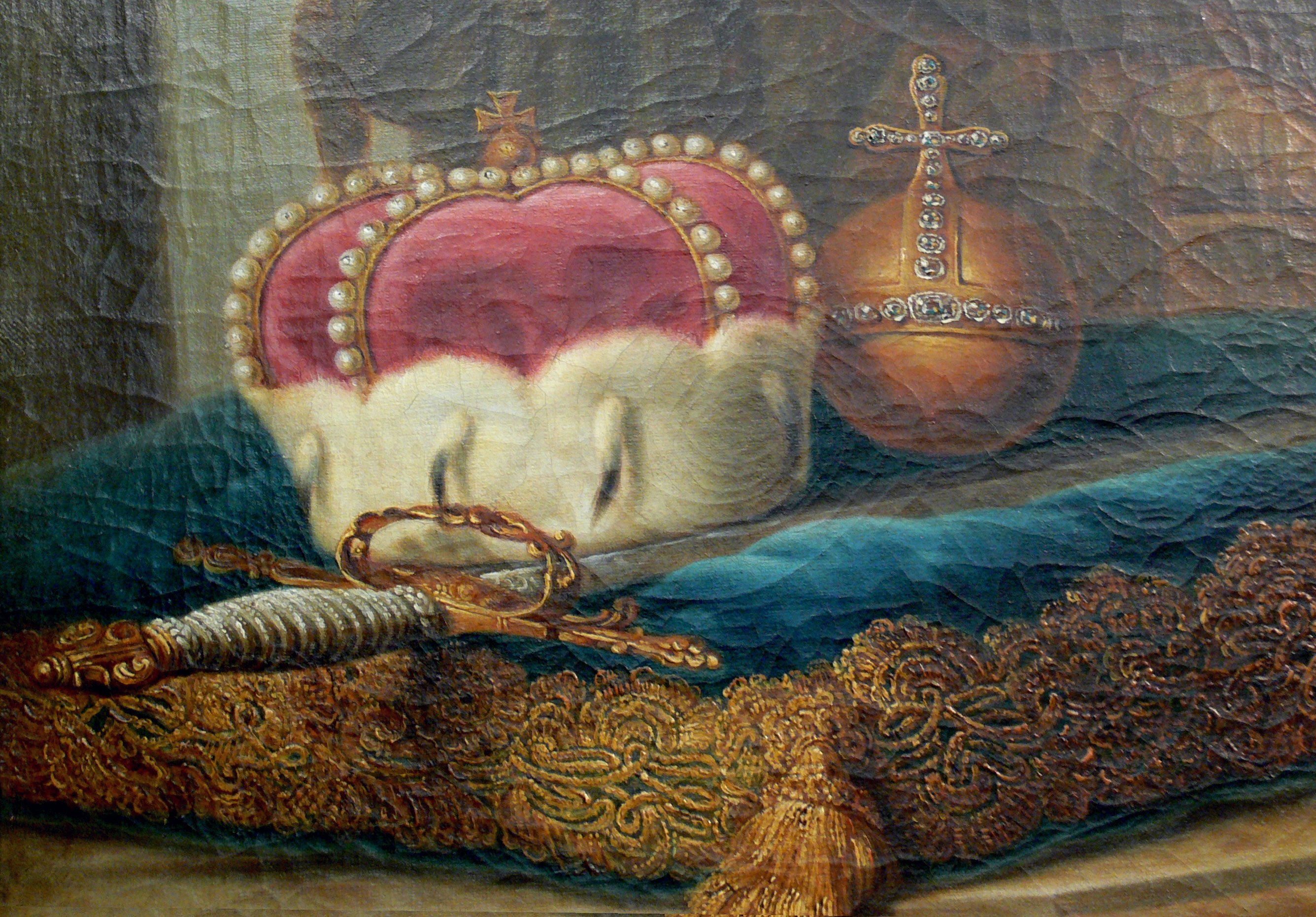
Birreta germánica (Detalle de un retrato de estado del Elector Carlos Teodoro de Baviera, 1781).

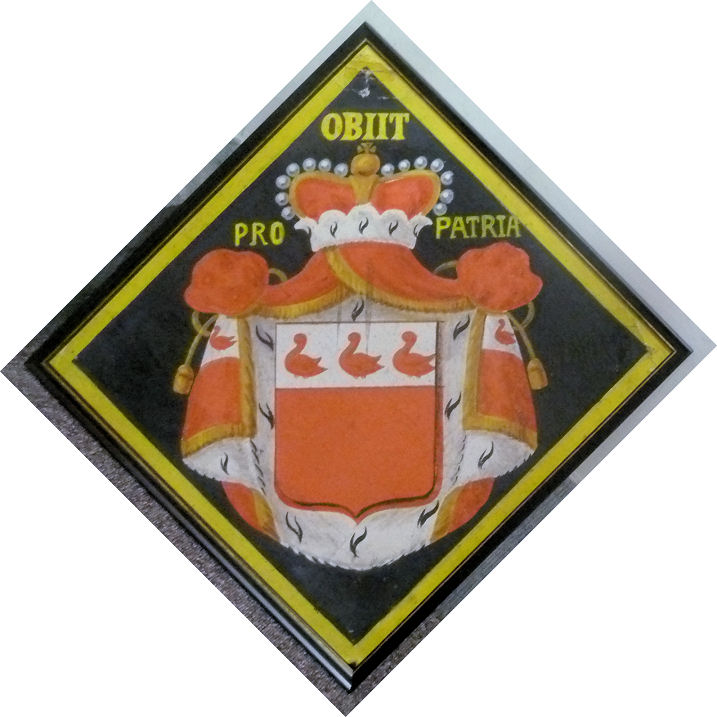
Duque d'Ursel, Bélgica

Escudo grande de Liechtenstein.

La birreta germánica, también denominada birrete o bonete germánico, es un tocado redondo de color carmesí con una faja de armiño, que fue empleado como insignia por los príncipes electores del antiguo Sacro Imperio Romano-Germánico.

## Orígenes
En heráldica, el birrete es un símbolo utilizado tradicionalmente por cancilleres, presidentes de parlamentos y cancillerías.
Con el transcurso del tiempo, la primitiva birreta electoral se adornó con un arco decorado con perlas y rematado con un orbe y una cruz situada encima de este. Así aparece descrita en la obra de José de Avilés, Ciencia heroyca, reducida a las leyes heráldicas del blasón que fue publicada en 1780. Este autor, al definir el bonete de los príncipes electores, también indica que fue empleado por otros príncipes y monarcas del área germánica y que existían otras variantes. La última versión de la birreta de los príncipes electores estuvo cerrada por ocho diademas de oro, vistas cinco, cargadas de perlas y rematadas con un orbe cruzado situado encima. Fue muy semejante a la forma más habitual de las coronas reales y también fue empleada por algunos duques germanos.
Los archiduques de Austria emplearon una birreta como insignia. Inicialmente la birreta archiducal contaba con una faja de armiño terminada en puntas y estaba cerrada con un arco de metal. Esta primera versión puede observarse en el escudo austríaco que aparece representado en el ejemplar de la obra Privilegium maius realizado en 1512 para Maximiliano I.
La versión moderna de la birreta archiducal se basó en el diseño de una realizada en 1616 para el regente del Tirol, el archiduque Maximiliano III de Austria, que fue enviada a Viena para la Ceremonia del Homenaje de los Estados por primera vez en 1620 y por última en 1835. En la moderna birreta archiducal el forro de armiño termina en ocho puntas redondeadas, cuatro vistas. Está adornada con ocho puntas de metal y pedrería, cinco vistas; cuenta con cuatro diademas de oro, vistas tres, cargadas de perlas y piedras preciosas, y rematadas con una gema en forma de anillo con una cruz situada encima. La birreta de archiduque continúa figurando en los escudos de algunos Estados federados y municipios austríacos, como Alta Austria, aunque este país es una república desde 1918.
Algunos príncipes del área germánica también emplearon la birreta como insignia. En la birreta de príncipe el forro de armiño de la faja termina en ocho puntas redondeadas, cinco vistas. Está cerrada por cuatro diademas, vistas tres, de oro y cargadas de perlas, que están rematadas con un orbe cruzado. La birreta de príncipe figura en la bandera y en el escudo de Liechtenstein y, como ya se ha indicado, en los de algunos Estados federados y municipios austríacos, como el Estado de Salzburgo.

## Variantes
|  | Birreta de Príncipe Elector del Sacro Imperio (Primitiva) Ältester Kurhut | La primitiva birreta germánica, usada por los Electores del antiguo Sacro Imperio Romano Germánico, consistía es un bonete de grana con faja de armiño.                                                                                      |
|  | Birreta de Príncipe Elector del Sacro Imperio (Antigua) Älterer Kurhut    | Birreta germánica cerrada con un arco decorado con perlas y rematado con un orbe cruzado. |
|  | Birreta de Príncipe Elector y de Duque (Moderna) Neuer Kurhut/Herzogshut  | Birreta germánica cerrada con ocho diademas, vistas cinco, decoradas con perlas y rematadas con un orbe cruzado. |
|  | Birreta de Archiduque (Antigua) Erzherzogshut                             | Birreta germánica con faja de armiño terminada en puntas, que estaba cerrada con un arco de metal. |
|  | Birreta de Archiduque (Moderna)                                           | Birreta germánica con el forro de armiño terminado en ocho puntas redondeadas, cuatro vistas. Adornado con ocho puntas de metal y pedrería, cinco vistas; y cerrado con cuatro diademas de oro, vistas tres, rematadas con una gema cruzada. |
|  | Birreta de Príncipe Fürstenhut                                            | Faja de armiño terminada en ocho puntas redondeadas, cinco vistas. Cerrada por cuatro diademas de oro y cargadas de perlas, vistas tres, rematadas con un orbe cruzado.                                                                      |
|  | Birreta del Duque de Estiria Herzogshut                                   | Variante de birreta ducal que fue utilizada por el duque de Estiria. |